# Kamaya Painters
Kamaya Painters fue un proyecto musical de música trance integrado por los disc-jockeys neerlandeses Tiësto y Benno de Goeij.

## Historia
El primer sencillo del dúo fue «Endless Wave», lanzado en 1998 junto con «Northern Spirit», que apareció en el álbum compilatorio de Tiësto Magik Four: A New Adventure y «Outstream». Fue lanzado en Data Records y Planetary Consciousness en 1999, «Endless Wave» también incluyó dos remixes de la canción de Verwest «Theme From Norefjell», y otra versión que se presentó en el compilatorio Global Clubbing: The Netherlands y «Outstream» como un lado B. «Endless Wave» y «Cryptomnesia» del lado B del dúo, aparecieron en Live at Innercity: Amsterdam RAI.
Al año siguiente, «Far From Over» se convirtió en el próximo sencillo de Kamaya Painters con «Cryptomnesia» (que se incluyó en el compilatorio Magik Five: Heaven Beyond) y «Soft Light» como lados B. Reef Recordings fue el sello que lanzó los remixes de Oliver Lieb y Wavestate de «Far From Over» en el año 2000. Un vinilo 12" de Data Records fue lanzado en el Reino Unido y publicado por los sellos discográficos Magdalena Melodies y Allure Muzik. A finales de 2000, se lanzaron las últimas canciones del grupo tituladas «Wasteland» y «Summerbreeze». La primera aparece en el compilatorio de Tiësto Magik Six: Live in Amsterdam. Tras el año 2000, Kamaya Painters no volvió a lanzar un nuevo sencillo. Posteriormente, canciones como «Endless Wave», «Far From Over» y «Wasteland» fueron relanzadas en 2004 y 2007 respectivamente, y en 2008 se lanzó el álbum compilatorio Kamaya Painters - The Collected Works.

## Discografía
- Fuente: Discogs.[10]

### Álbumes compilatorios

#### Lista de canciones
| Kamaya Painters - The Collected Works |                                         |          |  |
| N.º                                   | Título                                  | Duración |  |
| 1.                                    | «Endless Wave»                          | 6:03     |  |
| 2.                                    | «Endless Wave» (Reversed Twister Remix) | 6:11     |  |
| 3.                                    | «Endless Wave» (Albion Remix)           | 6:27     |  |
| 4.                                    | «Far From Over»                         | 5:54     |  |
| 5.                                    | «Far From Over» (Oliver Lieb Remix)     | 8:50     |  |
| 6.                                    | «Wasteland»                             | 7:40     |  |
| 7.                                    | «Wasteland» (DJ Hitchhiker Remix)       | 6:59     |  |
| 8.                                    | «Summerbreeze»                          | 6:30     |  |
| 9.                                    | «Cryptomnesia»                          | 7:08     |  |
| 10.                                   | «Soft Light»                            | 7:53     |  |
| 11.                                   | «Outstream»                             | 5:25     |  |
| 12.                                   | «Northern Spirit»                       | 6:26     |  |

### Sencillos
- 1998: «Endless Wave / Northern Spirit / Outstream»
- 1999: «Endless Wave / Theme From Norefjell (Remixes)»
- 1999: «Far From Over / Cryptomnesia / Soft Light»
- 2000: «Wasteland / Summerbreeze»